# Geovani Faria da Silva
Geovani Faria da Silva, född den 6 april 1964 i Vitória, Brasilien, är en brasiliansk fotbollsspelare som tog OS-silver i fotbollsturneringen vid de olympiska sommarspelen 1988 i Seoul.
Brasilien vann i finalen av U20-världsmästerskapet i fotboll 1983 med 1-0 mot Argentina. Geovani gjorde flest mål i turneringen och han utnämndes till tävlingens bästa spelare.